# Azerbaijão nos Jogos Paralímpicos de Verão de 2020
O Azerbaijão participou dos Jogos Paralímpicos de Verão de 2020, que foram realizados na cidade de Tóquio, no Japão, entre os dias 24 de agosto e 5 de setembro de 2020.